# Шекерик-Доников, Пётр Дмитриевич
Пётр Дмитриевич Шекерик-Доников (20 апреля 1889, село Головы, теперь Верховинский район, Украина — не ранее 1939) — гуцульский общественно-политический деятель, этнограф, писатель, военный.

## Жизнеописание
Родился на Гуцульщине в крестьянской семье. Окончил 4 летнюю одноклассную школу, занимался самообразованием под влиянием Луки Гарматия.
В 1908—1910 гг. находился на военной службе в 24-м полку пехоты в городе Коломыя. Благодаря его стараниям в выше упомянутом подразделении, солдатам-украинцам разрешили разговаривать на родном языке. Принимал активное участие в создании, деятельности гуцульского театра в с. Красноилье под руководством Гната Хоткевича. В 1911 г. после женитьбы поселился в с. Жабье (сейчас пгт Верховина, Ивано-Франковская область), где активно занимался сечевым движением. Во время Первой мировой войны служил в 36 пехотном полку, а также санитаром военном госпитале. Активный деятель Украинской Радикальной Партии.
Был знаком с Михаилом Коцюбинским (их познакомил Владимир Гнатюк), помогал ему вместе с Лукой Гарматием, путешествуя по горам, знакомиться с жизнью гуцулов, собирать материалы для написания романа «Тени забытых предков».
В 1918-1919 годы делегат Украинской Национальной Рады ЗУНР от уезда Косов и Трудового Конгресса в Киеве. Принимал участие в праздновании Воссоединения ЗУНР и УНР на Софийской площади. В парламенте ЗУНР работал в составе школьной комиссии. По заданию атамана Никифора Гирняка выезжал в Повстанческую армию генерала М. В. Омельяновича-Павленко с предложением объединения с УГА.
26 октября 1919 г. организовал ячейку общества «Сич» в г. Каменце-Подольском. Провёл подготовку по организации 50 «Сечей» в бывшей Подольской губернии. В мае 1920 г. основал ячейку общества «Сич» в г. Виннице. Летом 1920 г. вернулся к Жабья, где пытался возродить сечевое движение.
В 1928-1930 годы посол в польском сейме; всеми возможными средствами защищал интересы Украины.
В 1939 (или 1940) году арестованНКВД, сослан в Сибирь, дальнейшая судьба неизвестна.

## Интернет ресурсы
- Роман Петра Шекерика-Доникова «Дедо Иванчик». — Издательство «Гуцульщина», Верховина, 2007
- Василий Карпюк.  С Гуцульщины: Пётр Шекерик-Доников // zbruc.eu, 19.07.2013
- ЗИК, 24.04.2009